# Wiesław Ziemianin
Wieslaw Ziemianin, né le 7 septembre 1970 à Rabka-Zdrój, est un biathlète polonais. 

## Biographie
Il a débuté en Coupe du monde en 1992. Il remporte en 1997 la médaille de bronze dans l'épreuve par équipes aux Mondiaux d'Osrblie. Il prend également à quatre éditions des Jeux olympiques entre 1994 et 2006.
Son frère Jan a été aussi un biathlète de haut niveau.

## Palmarès

### Jeux olympiques
| Épreuve / Édition                   | Individuel | Sprint | Poursuite                        | Départ en ligne                  | Relais |
| Jeux olympiques 1994 Lillehammer    | 63e        | -      | Épreuve inexistante à cette date | Épreuve inexistante à cette date | 8e     |
| Jeux olympiques 1998 Nagano         | 47e        | 26e    | Épreuve inexistante à cette date | Épreuve inexistante à cette date | 5e     |
| Jeux olympiques 2002 Salt Lake City | 30e        | 58e    | 50e                              | Épreuve inexistante à cette date | 9e     |
| Jeux olympiques 2006 Turin          | 53e        | 25e    | 28e                              | -                                | 13e    |

Légende :
- — : N'a pas participé à cette épreuve
- : épreuve non disputée lors de cette édition

### Championnats du monde
- Championnats du monde 1997 à Osrblie :
  -  Médaille de bronze par équipes

### Coupe du monde
- Meilleur classement général : 41e en 1999.
- Meilleur résultat individuel : 4e.
- 1 podium en relais : 1 troisième place.